# Seznam dílů seriálu Kráska a zvíře
Toto je seznam dílů seriálu Kráska a zvíře. Americký televizní seriál Kráska a zvíře je moderní sci-fi kriminální zpracování klasického příběhu s geneticky upraveným válečným hrdinou a policistkou. Premiérově jej v letech 2012–2016 vysílala americká stanice The CW, v Česku pak kabelová stanice AXN a následně od července 2014 stanice Prima Love.

## Přehled řad
| Řada | Díly | Premiéra v USA  | Premiéra v USA  | Premiéra v ČR      | Premiéra v ČR      |
| Řada | Díly | První díl       | Poslední díl    | První díl          | Poslední díl       |
| ---- | ---- | --------------- | --------------- | ------------------ | ------------------ |
| 1    | 22   | 11. října 2012  | 16. května 2013 | 22. června 2013    | 16. listopadu 2013 |
| 2    | 22   | 7. října 2013   | 7. června 2014  | 15. července 2014  | 21. října 2014     |
| 3    | 13   | 11. června 2015 | 10. září 2015   | 7. srpna 2015      | 30. října 2015     |
| 4    | 13   | 2. června 2016  | 15. září 2016   | 13. listopadu 2016 | 25. prosince 2016  |

## Seznam dílů

### První řada (2012–2013)
| Č. v seriálu | Č. v řadě | Původní název        | Český název                                       | Režie             | Scénář                                                     | Premiéra v USA     | Premiéra v ČR (AXN) | Vysílání v ČR (Prima Love) |
| --- | --------- | -------------------- | ------------------------------------------------- | ----------------- | ---------------------------------------------------------- | ------------------ | ------------------- | -------------------------- |
| 1 | 1         | Pilot                | —                                                 | Gary Fleder       | Sherri Cooper a Jennifer Levin                             | 11. října 2012     | 22. června 2013     | 12. července 2014          |
| Newyorské policejní vyšetřovatelce Catherine („Cat“) před devíti lety zabili matku a ona sama unikla smrti jen díky znetvořenému muži. Až nyní ji vyšetřování vraždy přivede na stopu bývalého vojenského lékaře Vincenta Kellera, který měl údajně zemřít při mise v Afghánistánu a jehož fotografie se nápadně podobá tajemnému zachránci.                               |           |                      |                                                   |                   |                                                            |                    |                     |                            |
| 2 | 2         | Proceed with Caution | Postupujte opatrně (AXN) Opatrný postup (Prima)   | Rick Bota         | Sherri Cooper a Jennifer Levin                             | 18. října 2012     | 29. června 2013     | 19. července 2014          |
| Cat se znovu probírá policejními spisy a jde také do staré továrny, kde se Vincent celou dobu skrývá. Biochemik Forbes ji však pošle pryč, protože nechce Vincenta prozradit. Při vyšetřování vraždy se Cat s Vincentem setká a ten naléhá, aby pátrání po něm zanechala. Ona se přesto nevzdává, dostane se tak do ohrožení života a Vincent jí znovu přispěchá na pomoc. |           |                      |                                                   |                   |                                                            |                    |                     |                            |
| 3 | 3         | All In               | Hra o vše (AXN) Vabank (Prima)                    | P. J. Pesce       | Jeff Rake                                                  | 25. října 2012     | 6. července 2013    | 26. července 2014          |
| Cat a její kolegyně Tess jsou povolány k vraždě soudce z imigračního oddělení v podzemních garážích. Vyšetřovatelé jdou po bosenské imigrantce, ale Cat i přes porušení pravidel zjistí, že se celá věc má jinak. Mezitím uzná, že chce-li být v kontaktu s Vincentem, musí přistoupit na jeho pravidla.                                                                   |           |                      |                                                   |                   |                                                            |                    |                     |                            |
| 4 | 4         | Basic Instinct       | Základní instinkt (AXN a Prima)                   | Bradley Walsh     | Roger Grant                                                | 1. listopadu 2012  | 13. července 2013   | 2. srpna 2014              |
| 5 | 5         | Saturn Returns       | Saturn se vrací (AXN a Prima)                     | Steven A. Adelson | námět: Blair Singer scénář: Blair Singer a Kelly Souders   | 8. listopadu 2012  | 20. července 2013   | 9. srpna 2014              |
| 6 | 6         | Worth                | Cena (AXN) Cena za lásku (Prima)                  | Kevin Fair        | Allison Moore                                              | 15. listopadu 2012 | 27. července 2013   | 16. srpna 2014             |
| 7 | 7         | Out of Control       | Nezvladatelné emoce (AXN) Ztráta kontroly (Prima) | Rick Bota         | Brian Wayne Peterson a Kelly Souders                       | 29. listopadu 2012 | 3. srpna 2013       | 23. srpna 2014             |
| 8 | 8         | Trapped              | V pasti                                           | Paul Fox          | Emily Silver                                               | 6. prosince 2012   | 10. srpna 2013      | 30. srpna 2014             |
| 9 | 9         | Bridesmaid Up!       | Za družičku                                       | Mairzee Almas     | Sherri Cooper a Jennifer Levin                             | 13. prosince 2012  | 17. srpna 2013      | 6. září 2014               |
| 10 | 10        | Seeing Red           | Vidět rudě                                        | Rick Bota         | Roger Grant                                                | 24. ledna 2013     | 24. srpna 2013      | 13. září 2014              |
| 11 | 11        | On Thin Ice          | Na tenkém ledě                                    | Michael Rohl      | Blair Singer                                               | 31. ledna 2013     | 31. srpna 2013      | 20. září 2014              |
| 12 | 12        | Cold Turkey          | Tlustá čára                                       | Fred Gerber       | Allison Moore                                              | 7. února 2013      | 7. září 2013        | 27. září 2014              |
| 13 | 13        | Trust No One         | Nikomu nevěř                                      | Bobby Roth        | Brian Peterson a Kelly Souders                             | 14. února 2013     | 14. září 2013       | 4. října 2014              |
| 14 | 14        | Tough Love           | Neovládaná láska                                  | Bradley Walsh     | Don Whitehead a Holly Henderson                            | 21. února 2013     | 21. září 2013       | 11. října 2014             |
| 15 | 15        | Any Means Possible   | Všemi dostupnými prostředky                       | Steven A. Adelson | Roger Grant                                                | 14. března 2013    | 28. září 2013       | 18. října 2014             |
| 16 | 16        | Insatiable           | Nenasitný                                         | Lee Rose          | Blair Singer                                               | 21. března 2013    | 5. října 2013       | 25. října 2014             |
| 17 | 17        | Partners in Crime    | Spolupachatelé                                    | Rick Rosenthal    | Emily Silver                                               | 28. března 2013    | 12. října 2013      | 1. listopadu 2014          |
| 18 | 18        | Heart of Darkness    | Srdce z temnoty                                   | Scott Peters      | Roger Grant a Blair Singer                                 | 18. dubna 2013     | 19. října 2013      | 8. listopadu 2014          |
| 19 | 19        | Playing with Fire    | Hrátky s ohněm                                    | Mike Rohl         | Brian Studler                                              | 25. dubna 2013     | 26. října 2013      | 15. listopadu 2014         |
| 20 | 20        | Anniversary          | Výročí                                            | Mairzee Almas     | Holly Henderson a Don Whitehead                            | 2. května 2013     | 2. listopadu 2013   | 22. listopadu 2014         |
| 21 | 21        | Date Night           | Rande                                             | Kevin Fair        | námět: Roger Grant scénář: Sherri Cooperá a Jennifer Levin | 9. května 2013     | 9. listopadu 2013   | 29. listopadu 2014         |
| 22 | 22        | Never Turn Back      | Neotáčej se zpět                                  | Rick Bota         | Kelly Souders a Brian Peterson                             | 16. května 2013    | 16. listopadu 2013  | 6. prosince 2014           |

### Druhá řada (2013–2014)
| Č. v seriálu | Č. v řadě | Původní název                 | Český název                  | Režie             | Scénář                                                    | Premiéra v USA     | Premiéra v ČR (AXN) | Vysílání v ČR (Prima Love) |
| ------------ | --------- | ----------------------------- | ---------------------------- | ----------------- | --------------------------------------------------------- | ------------------ | ------------------- | -------------------------- |
| 23           | 1         | Who Am I?                     | Kdo jsem?                    | Stuart Gillard    | Brad Kern                                                 | 7. října 2013      | 15. července 2014   | 13. prosince 2014          |
| 24           | 2         | Kidnapped                     | Únos                         | Rick Bota         | Jennifer Levin a Sherri Cooper                            | 14. října 2013     | 22. července 2014   | 20. prosince 2015          |
| 25           | 3         | Liar, Liar                    | Lhář, lhář!                  | Bradley Walsh     | John A. Norris                                            | 21. října 2013     | 29. července 2014   | 27. prosince 2015          |
| 26           | 4         | Hothead                       | Horká hlava                  | Michael Robison   | Roger Grant                                               | 28. října 2013     | 5. srpna 2014       | 3. ledna 2015              |
| 27           | 5         | Reunion                       | Školní sraz                  | Fred Gerber       | Eric Tuchman                                              | 4. listopadu 2013  | 12. srpna 2014      | 10. ledna 2015             |
| 28           | 6         | Father Knows Best             | Otcové a dcery               | Paul Kaufman      | Brad Kern a Roger Grant                                   | 11. listopadu 2013 | 19. srpna 2014      | 17. ledna 2015             |
| 29           | 7         | Guess Who's Coming to Dinner? | Hádej, kdo přijde na večeři? | Jeff Renfroe      | Wendy Straker Hauser                                      | 18. listopadu 2013 | 26. srpna 2014      | 24. ledna 2015             |
| 30           | 8         | Man or Beast?                 | Muž nebo zvíře?              | Stuart Gillard    | John A. Norris                                            | 25. listopadu 2013 | 2. září 2014        | 31. ledna 2015             |
| 31           | 9         | Don't Die on Me               | Neopouštěj mě                | Mairzee Almas     | Eric Tuchman                                              | 13. ledna 2014     | 2. září 2014        | 7. února 2015              |
| 32           | 10        | Ancestors                     | Původ                        | Steven A. Adelson | Roger Grant a Rupa Magge                                  | 20. ledna 2014     | 9. září 2014        | 14. února 2015             |
| 33           | 11        | Held Hostage                  | Rukojmí                      | Sudz Sutherland   | Pamela Sue Anton                                          | 27. ledna 2014     | 9. září 2014        | 21. února 2015             |
| 34           | 12        | Recipe for Disaster           | Kobka                        | Allan Kroeker     | Brad Kern a Wendy Straker Hauser                          | 3. února 2014      | 16. září 2014       | 28. února 2015             |
| 35           | 13        | Till Death                    | Dokud nás smrt nerozdělí     | Stuart Gillard    | námět: Roger Grant scénář: Sherri Cooper a Jennifer Levin | 10. února 2014     | 16. září 2014       | 7. března 2015             |
| 36           | 14        | Redemption                    | Vykoupení                    | Grant Harvey      | John A. Norris                                            | 17. února 2014     | 23. září 2014       | 14. března 2015            |
| 37           | 15        | Catch Me If You Can           | Chyť mě, když to dokážeš     | Norma Bailey      | Eric Tuchman                                              | 3. března 2014     | 23. září 2014       | 21. března 2015            |
| 38           | 16        | About Last Night              | O včerejší noci              | Stuart Gillard    | Melissa Glenn                                             | 10. března 2014    | 30. září 2014       | 28. března 2015            |
| 39           | 17        | Beast Is the New Black        | Za mřížemi                   | Fred Gerber       | Sherri Cooper a Jennifer Levin                            | 2. června 2014     | 30. září 2014       | 4. dubna 2015              |
| 40           | 18        | Cat and Mouse                 | Kočka nebo myš               | Jeff Renfroe      | námět: Amy Van Curen scénář: Brad Kern                    | 9. června 2014     | 7. října 2014       | 11. dubna 2015             |
| 41           | 19        | Cold Case                     | Odložený případ              | Rich Newey        | John A. Norris a Eric Tuchman                             | 16. června 2014    | 7. října 2014       | 18. dubna 2015             |
| 42           | 20        | Ever After                    | Až do smrti…                 | Steven A. Adelson | Vanessa Rojas                                             | 23. června 2014    | 14. října 2014      | 25. dubna 2015             |
| 43           | 21        | Operation Fake Date           | Operace Falešné rande        | Fred Gerber       | Sherri Cooper a Jennifer Levin                            | 30. června 2014    | 14. října 2014      | 2. května 2015             |
| 44           | 22        | Déjà Vu                       | Déjà vu                      | Stuart Gillard    | Brad Kern a Roger Grant                                   | 7. července 2014   | 21. října 2014      | 9. května 2015             |

### Třetí řada (2015)
| Č. v seriálu | Č. v řadě | Původní název               | Český název            | Režie           | Scénář                          | Premiéra v USA    | Premiéra v ČR (AXN) | Vysílání v ČR (Prima Love) |
| ------------ | --------- | --------------------------- | ---------------------- | --------------- | ------------------------------- | ----------------- | ------------------- | -------------------------- |
| 45           | 1         | Beast of Wall Street        | Zvíře z Wall Street    | Jeff Renfroe    | Brad Kern                       | 11. června 2015   | 7. srpna 2015       | 26. prosince 2015          |
| 46           | 2         | Primal Fear                 | Prvotní strach         | David McNally   | Roger Grant                     | 18. června 2015   | 14. srpna 2015      | 2. ledna 2016              |
| 47           | 3         | Bob & Carol & Vincent & Cat | Kousek po kousku       | Stuart Gillard  | Melissa Glenn                   | 25. června 2015   | 21. srpna 2015      | 9. ledna 2016              |
| 48           | 4         | Heart of the Matter         | Srdeční problémy       | Rich Newey      | Jeff Reno a Ron Osborn          | 2. července 2015  | 28. srpna 2015      | 16. ledna 2016             |
| 49           | 5         | The Most Dangerous Beast    | Nejnebezpečnější zvíře | Mairzee Almas   | Benjamin Raab a Deric A. Hughes | 9. července 2015  | 4. září 2015        | 23. ledna 2016             |
| 50           | 6         | Chasing Ghosts              | Duchové minulosti      | Jill Carter     | Gillian Horvath                 | 16. července 2015 | 11. září 2015       | 30. ledna 2016             |
| 51           | 7         | Both Sides Now              | Vzájemné porozumění    | Deborah Chow    | Vanessa Rojas                   | 23. července 2015 | 18. září 2015       | 6. února 2016              |
| 52           | 8         | Shotgun Wedding             | Svatba donucením       | Stuart Gillard  | Brad Kern a Anthony Epling      | 30. července 2015 | 25. září 2015       | 13. února 2016             |
| 53           | 9         | Cat's Out of the Bag        | Odhalená pravda        | David MacLeod   | Wendy Straker Hauser            | 6. srpna 2015     | 2. října 2015       | 20. února 2016             |
| 54           | 10        | Patient X                   | Pacient X              | Norma Bailey    | Benjamin Raab a Deric A. Hughes | 13. srpna 2015    | 9. října 2015       | 27. února 2016             |
| 55           | 11        | Unbreakable                 | Nezlomní               | Sudz Sutherland | Rogere Grantem a Melissa Glenn  | 20. srpna 2015    | 16. října 2015      | 5. března 2016             |
| 56           | 12        | Sins of the Fathers         | Hříchy otců            | Jeff Renfroe    | Gillian Horvath                 | 27. srpna 2015    | 23. října 2015      | 12. března 2016            |
| 57           | 13        | Destined                    | Osud                   | Stuart Gillard  | Brad Kern                       | 10. září 2015     | 30. října 2015      | 19. března 2016            |

### Čtvrtá řada (2016)
| Č. v seriálu | Č. v řadě | Původní název                  | Český název           | Režie             | Scénář                                    | Premiéra v USA    | Premiéra v ČR (Prima Love) | Vysílání v ČR (AXN) |
| ------------ | --------- | ------------------------------ | --------------------- | ----------------- | ----------------------------------------- | ----------------- | -------------------------- | ------------------- |
| 58           | 1         | Monsieur et Madame Bête        | Líbánky               | Stuart Gillard    | Brad Kern                                 | 2. června 2016    | 13. listopadu 2016         | 24. února 2017      |
| 59           | 2         | Beast Interrupted              | Narušení              | Rich Newey        | Lara Olsen                                | 9. června 2016    | 19. listopadu 2016         | 27. února 2017      |
| 60           | 3         | Down for the Count             | Počítání v ringu      | Don McCutcheon    | Benjamin Raab a Deric A. Hughes           | 16. června 2016   | 20. listopadu 2016         | 28. února 2017      |
| 61           | 4         | Something's Gotta Give         | Něco to bude stát     | Steven A. Adelson | John E. Pogue                             | 23. června 2016   | 26. listopadu 2016         | 1. března 2017      |
| 62           | 5         | It's a Wonderful Beast         | Halucinace            | Stuart Gillard    | Melissa Glenn                             | 30. června 2016   | 27. listopadu 2016         | 2. března 2017      |
| 63           | 6         | Beast of Times, Worst of Times | Pomsta                | Norma Bailey      | Patti Carr                                | 7. července 2016  | 3. prosince 2016           | 3. března 2017      |
| 64           | 7         | Point of No Return             | Odkud není návratu    | Jill Carter       | Gillian Horvath                           | 14. července 2016 | 4. prosince 2016           | 6. března 2017      |
| 65           | 8         | Love Is a Battlefield          | Láska je boj          | Farhad Mann       | Vanessa Rojas                             | 21. července 2016 | 10. prosince 2016          | 7. března 2017      |
| 66           | 9         | The Getaway                    | Útěk                  | Stuart Gillard    | Benjamin Raab a Deric A. Hughes           | 28. července 2016 | 11. prosince 2016          | 8. března 2017      |
| 67           | 10        | Means to an End                | Účel světí prostředky | David MacLeod     | Melissa Glenn                             | 11. srpna 2016    | 17. prosince 2016          | 9. března 2017      |
| 68           | 11        | Meet the New Beast             | Nové zvíře            | David Makin       | Patti Carr a Lara Olsen                   | 25. srpna 2016    | 18. prosince 2016          | 10. března 2017     |
| 69           | 12        | No Way Out                     | Zlomový bod           | P.J. Pesce        | Austin Badgett a Gillian Horvath          | 8. září 2016      | 24. prosince 2016          | 13. března 2017     |
| 70           | 13        | Au Revoir                      | Na shledanou          | Stuart Gillard    | námět: Michael Gemballa scénář: Brad Kern | 15. září 2016     | 25. prosince 2016          | 14. března 2017     |